# Marco Zanotti (1988)
|  | No confondre amb el també ciclista Marco Zanotti |

Marco Zanotti (Desenzano del Garda, Llombardia, 4 d'abril de 1988) és un ciclista italià, professional des del 2012 i actualment a l'equip Monkey Town Continental Team.

## Palmarès
- 2010
  - 1r a la Coppa San Geo
- 2011
  - 1r a la Coppa Caduti Nervianesi
  - Vencedor de 2 etapes al Girobio
- 2012
  - Vencedor de 2 etapes a la Volta a Colòmbia
- 2014
  - Vencedor d'una etapa al Sibiu Cycling Tour
- 2015
  - 1r a la Fletxa costanera
  - Vencedor d'una etapa a la Volta al llac Taihu
- 2017
  - Vencedor d'una etapa al Tour de Hainan